# Anouk Kruithof
Anouk Kruithof (Dordrecht, 2 juni 1981) is een Nederlands beeldend kunstenaar. 

## Levensloop
Anouk Kruithof studeerde in 2003 af aan de Academie voor Beeldende Kunsten Sint-Joost in Breda. Anouk Kruithof woont en werkt afwisselend in Nederland, Brussel en Boto-Pasi, Suriname, en woonde in het verleden ook in Mexico Stad, New York en Berlijn.
Haar werk is vele malen onderscheiden. Zo kreeg ze een eervolle vermelding bij het Plat(t)form 09 Fotomuseum Winterthur in 2009. In 2011 won zij de Hyères Photography Jury Grand Prize. Kruithof publiceerde elf kunstenaarsboeken. In 2012 ontving ze op het Hyeres festival international de la mode et photographie de jury grand prix, en van het International Center for Photography in New York ontving ze in 2012 de Infinity Award. 
In 2014 won ze de Charlotte Köhler Prijs, en in 2016 was Kruithof de publiekswinnaar van de Volkskrant Beeldende Kunstprijs.
Haar werk werd opgenomen in groepstentoonstellingen van onder andere het Nederlands Fotomuseum in Rotterdam, FOAM en het Stedelijk Museum in Amsterdam en het Museum of Modern Art in New York. 

## Geselecteerde solo-exposities
- The Black Hole (i.c.w. Jaap Scheeren) FOAM Amsterdam, 2006.
- Becoming Blue, museum Het Domein, Sittard, 2009.
- Becoming Blue, Künstlerhaus Bethanien, Berlijn, 2009.
- RUHE performance, Autocenter Berlijn, 2012.
- Untitled (I’ve taken too many photos / I’ve never taken a photo), Tour des Templiers, Hyeres France, 2012.
- Untitled (I’ve taken too many photos / I’ve never taken a photo), Festival Images, Vevey, Zwitserland, 2014.
- Paulien Oltheten & Anouk Kruithof, Stedelijk Museum Amsterdam, 2014.
- AHEAD, (version 1) FOUR A.M. New York, 2015.
- Untitled, window-installation at Printed Matter Inc. New York, 2015.
- Sweaty Sculptures, Green is Gold studio, Kopenhagen, 2015.
- Neutral, galerie Jo van der Loo, München, 2016.
- <CONNECTION> performance, Offprint, Tate Modern, Londen, 2016.
- AHEAD, Gibellina Photoroad Festival, Gibellina Sicily, 2016.
- Ego, Eco, Crescendo, French Pavillion, Organ Vida, Zagreb, 2017.
- The Aesthetics of Contamination, Escougnou Cetraro, Paris, 2017.
- Enclosed Content Chatting Away in the colour Invisibility…, Casemore Kirkeby, San Francisco, 2017.
- AHEAD, Centro De La Imagen, Mexico City, 2017.
- #Evidence, Casemore Kirkeby, San Francisco, 2017.
- ¡Aguas! Next Level, FOAM Amsterdam, 2017/2018.
- Tranformagic, Association for Contemporary Culture Fotopub, Ljubljana, 2018.
- Becoming Blue, Casemore Kirkeby, San Francisco, 2018.
- Universal Tongue, Melkweg Expo, Amsterdam, Nederland, 2022[4].
- Universal Tongue, Teil des WHOLE United Queer Festivals, Orangerie, Ferropolis, Duitsland, 2022.
- Universal Tongue, Museum Voorlinden, Wassenaar, Nederland, 2022[5].
- Niet Meer Normaal, Kunstkerk Dordrecht, Nederland, 2022.[6].
- Universal Tongue, Museum Tinguely, Bazel, Zwitserland, 2022[7][8].

## Publicaties / kunstenaarsboeken
- Het Zwarte gat = The Black Hole. Rotterdam: Episode Publishers, 2006. ISBN 9789059730441.
- Becoming Blue. Berlijn: Revolver Publishing by Vice Versa Vertrieb, 2009. ISBN 9783868950243.
- Playing Borders, This Contemporary State of Mind. Berlijn: Revolver Publishing by Vice Versa Vertrieb, 2009. ISBN 9783868950403.
- The Daily Exhaustion. Baden, Switzerland: Kodoji Press, 2010. ISBN 9783037470343.
- A Head with Wings. St Paul, MN: Little Brown Mushroom, 2011. OCLC 760918291.
- Pixel-stress. Paris: RVB Books, 2013. ISBN 979-10-90306-21-9.
- Untitled (I’ve taken too many photos / I’ve never taken a photo). Rotterdam: Stress Press, 2014. ISBN 9789081708104.
- The Bungalow. Eindhoven: Onomatopee, 2014. ISBN 9789491677236.
- Automagic. Madrid and Mexico City: Editorial RM; self-published: Stresspress.biz, 2016. ISBN 9788416282524